# Achajos (mitologia grecka)
Achajos – postać w mitologii greckiej. Był synem Kreuzy i Ksutosa oraz bratem Iona. Według innej wersji był synem Zeusa i Pytii. Od jego imienia pochodzi nazwa plemienia Achajowie. Synami Achajosa byli Archander i Architeles.